# Аполихин, Олег Иванович
Олег Иванович Аполихин (род. 18 июня 1960, Щучье, Курганская область) — российский уролог, директор НИИ урологии и интервенционной радиологии имени Н. А. Лопаткина (с 2007 года), член-корреспондент РАН (2016).

## Биография
Олег Иванович Аполихин родился 18 июня 1960 года в городе Щучье Щучанского района Курганской области.
В 1977 году поступил и в 1983 году окончил Воронежский государственный медицинский институт имени Н. Н. Бурденко, специальность «лечебное дело».
В 1982—1983 годах — медицинский брат поликлинического отделения Больницы № 6 Воронежского Горздравотдела.
В 1983—1986 годах — врач-хирург в городской больнице Воронежа, одновременно в 1984—1985 годах учился в интернатуре Воронежского государственного медицинского института имени Н. Н. Бурденко.
В 1986—1988 годах — врач уролог-андролог НИИ урологии, г. Москва.
В 1988—1993 годах — заведующий отделением НИИ урологии.
В 1993—1997 годах — заведующий Инновационным отделом ФГУ НИИ урологии Росмедтехнологий. В 1995 году окончил Медико-экономический факультет Медикотехнического университета (ACTIM), Франция, окончил курс «Экономика здравоохранения и использование новых технологий и современного оборудования».
В 1997 году — защитил докторскую диссертацию, тема: «Термотерапия доброкачественной гиперплазии предстательной железы».
В 1997—2000 годах — начальник медицинского и санаторно-курортного управления ОАО «Газпром».
В 2000—2007 годах — заместитель директора ФГУ НИИ урологии Росмедтехнологий. В 2000-2001 годах учился на факультете MBA в Университете Оксфорда Брукса (англ. Oxford Brookes University) (Англия), окончил курс медицинской этики и административного права в здравоохранении и курс доказательной медицины.
В 2003 году — присвоено учёное звание профессора.
С 2007 года по настоящее время — директор НИИ урологии и интервенционной радиологии имени Н. А. Лопаткина.
С 2014 годы — главный специалист по репродуктивному здоровью Министерства здравоохранения РФ.
В 2016 году — избран членом-корреспондентом РАН.

## Научная деятельность
Ведет научную деятельность в следующих направлениях:
- организация урологической помощи населению РФ;
- экономика здравоохранения;
- ранняя диагностика заболеваний предстательной железы;
- малоинвазивные методы диагностики и лечения урологических заболеваний;
- разработка стандартов оказания урологической помощи;
- мультидисциплинарный подход к изучению сексуальной и эректильной дисфункции.

По его инициативе в руководимом им институте внедрены современные малоинвазивные высокотехнологичные методики лечения онкоурологических больных — брахитерапия, высокоинтенсивная фокусированная ультразвуковая терапия (HIFU), криоаблация и фотодинамическая терапия.
Под его руководством написано более 500 научных работ, в том числе монографий.
Под его научным руководством защищено 6 кандидатских и одна докторская диссертация.
Имеет 7 патентов на изобретения.

### Научно-организационная деятельность
- Председатель Ассоциации урологов стран СНГ;
- эксперт Общероссийского народного фронта;
- член президиума Российского общества урологов, курирует вопросы международных отношений и образования;
- главный редактор журналов «Экспериментальная и клиническая урология» и Международного реферативного журнала «Урология»;
- заместитель редактора, член редакционной коллегии журнала «Урология»;
- действительный член Европейской ассоциации урологов, Американской урологической ассоциации, Королевского медицинского общества Великобритании и Международного урологического общества (Франция);
- член президиума Московского Красного Креста;
- член правления «Общества врачей России»;
- член правления «Общества по организации здравоохранения и общественного здоровья»;
- член Московского общества урологов.

## Награды
- Почётная грамота Республики Дагестан (31 октября 2023 года) — за многолетний добросовестный труд и высокий профессионализм[4].